# Siłujanowo
Siłujanowo (ros. Силуяново) – wieś (ros. деревня, trb. dieriewnia) w zachodniej Rosji, w osiedlu wiejskim Ponizowskoje rejonu rudniańskiego w obwodzie smoleńskim.

## Geografia
Miejscowość położona jest nad Kasplą, 12,5 km od granicy z Białorusią, przy drodze regionalnej 66K-30 (Diemidow – Ponizowje – Zaozierje), 1 km od centrum administracyjnego osiedla wiejskiego (sieło Ponizowje), 36,5 km od centrum administracyjnego rejonu (Rudnia), 81,5 km od Smoleńska.
W granicach miejscowości znajdują się ulice: Diemidowskaja, Ługowaja, Zariecznaja.

## Historia
W czasie II wojny światowej od lipca 1941 roku wieś była okupowana przez hitlerowców. Wyzwolenie nastąpiło w październiku 1943 roku.

## Demografia
W 2010 r. miejscowość zamieszkiwało 86 osób.